# Donald J. Irwin
Donald Jay Irwin (7 de Setembro de 1926 – 7 de Julho de 2013) foi um membro da Câmara dos Representantes dos Estados Unidos pelo 4º distrito de Connecticut, o Tesoureiro do Estado de Connecticut e prefeito de Norwalk, Connecticut pelo partido Democrata.

## Primeiros anos e família
Nasceu de pais americanos, Montrose Wellington Irwin e Marion Reynolds Irwin em Rosário, Argentina. Irwin veio aos Estados Unidos em 1945 para frequentar na Universidade Yale. Jogou rugby e futebol na Yale. Além disso, nadou para a equipe da escola. Entrou no Exército dos Estados Unidos e serviu com a junta da Comissão Militar Brasil-Estados Unidos no Rio de Janeiro. Reentrou na Universidade Yale e graduou-se em 1951. Dava aula de Espanhol na Universidade Yale enquanto foi estudante. Casou-se com Mary Stapleton no dia 23 de Agosto de 1952. Juntos tiveram quatro filhos; Patrick (n. 1953), Marion, Lucy (n. 1959) e Stephen (n. 1960). Graduou-se na Yale Law School em 1954. Foi aceito na Ordem e começou a exercer em Connecticut.

## Carreira política
Irwin serviu como membro do Conselho de Educação de Norwalk. Foi eleito como Democrata ao octogésimo sexto Congresso (3 de Janeiro de 1959 - 3 de Janeiro de 1961). Foi um delegado na Convenção Nacional Democrata de Connecticut em 1960. Foi um candidato que não conseguiu a reeleição em 1960 ao octogésimo sétimo Congresso. Foi nomeado conselheiro-geral no Serviço de Informação dos Estados Unidos em 1961. Foi nomeado tesoureiro do Estado de Connecticut pelo Gov. John N. Dempsey em 1962. Serviu de 1961-1963. Irwin foi eleito ao octogésimo nono e ao nonagésimo Congressos respectivamente (3 de Janeiro de 1965 – 3 de Janeiro de 1969). Foi um candidato que não conseguiu a reeleição em 1968 ao nonagésimo primeiro Congresso. Então voltou a exercer direito. Irwin foi eleito prefeito de Norwalk, Connecticut em novembro de 1971, derrotando Jacob Rudolf. Foi reeleito em 1973 e não foi um candidato à reeleição em 1975. Irwin morreu por problemas cardíacos no dia 7 de Julho de 2013 aos 86 anos.

## Vida depois da carreira política
Depois de encerrar sua carreira na política, Irwin começou a envolver-se em empregos locais de ensino em Norwalk. Foi professor substituto permanente de uma escola secundária Brien McMahon entre os anos 1995-2000. Também tornou-se avô de 11 netos. Seu primeiro filho, Patrick, teve dois filhos; Ana e Thomas Irwin. Sua primeira filha, Marion, também teve dois filhos; Homer e Mary Turgeon. Lucile deu à luz a três filhos; Ella, Stuart e Owen Christoph. Seu filho mais novo, Stephen, teve quatro filhos; Jay, Matthew, Luke e Elizabeth Irwin.

## Associações
- Membro dos Cavaleiros de Colombo[1]
- Membro dos Jaycees[1]